# María de Zayas
María de Zayas y Sotomayor (Madrid, 12 settembre 1590 fl. 1637-1647 – ...) è stata una scrittrice della cosiddetta epoca d'oro spagnola.
Le sue novelle ebbero molto successo e continuarono ad essere ristampate finché l'Inquisizione spagnola non le bandì nel XVIII secolo. Fu, insieme ad Ana Caro de Mallén e Juana Inés de la Cruz, una delle tre grandi scrittrici spagnole del XVII secolo.
È considerata una delle rappresentanti del protofemminismo in Spagna.

## Biografia
Molto poche sono le informazioni che abbiamo sulla sua vita; nobildonna madrilena, nacque da Fernando de Zayas y Sotomayor e María Catalina de Barrasa e fu battezzata il 12 settembre del 1590 nella parrocchia di San Sebastián a Madrid. Il padre, cavaliere di Santiago, fu capitano di fanteria al servizio di Fernando Ruiz de Castro, conte di Lemos, che egli seguiva nei suoi continui spostamenti insieme alla sua famiglia, compresa la piccola María. Abitarono a Napoli nel periodo in cui il conte era viceré. 
Si ritiene che durante la sua vita possa aver viaggiato molto lungo la Spagna; se si considerano, infatti, i luoghi di pubblicazione delle sue opere è probabile che abbia vissuto a Saragozza, dove diede alle stampe le Novelas exemplarios y amoras nel 1637, Siviglia, Granada e Barcellona. In quest'ultima città troviamo riferimenti alla scrittrice nel Vexamen del 1643 del poeta catalano Francesc Fontanella, figlio del giurista Juan Pedro Fontanella, e abbiamo notizie di una ristampa del 1647, cosa che porta alcuni studiosi ad affermare che possa avervi soggiornato a lungo.
Non ci sono noti luogo ed anno di morte in quanto gli unici documenti successivi al 1647 che si riferiscono a una María de Zayas, nome abbastanza comune all'epoca, sono due certificati di morte i cui dati contenuti, non concordando con le informazioni a noi note sull'autrice, fanno escludere che possano riferirsi a lei in entrambi i casi.
Nel 2019 la filologa Rosa Navarro Durán ha pubblicato uno studio in cui si afferma che María de Zayas non sarebbe altro che un eteronimo dello scrittore Alonso de Castillo Solórzano.
L'ipotesi, tuttavia, non è stata accolta da molti studiosi, alcuni dei quali l'hanno confutata attraverso analisi stilometriche.

## Produzione
Le venti novelle di María de Zayas, pubblicate in due raccolte, ebbero all'epoca un successo straordinario. Numerose furono le riedizioni, al punto che l'autrice già nella sua seconda raccolta poté vantare il successo della prima. L'opera è nota anche come Decamerón español in quanto del Decameron di Giovanni Boccaccio riprende la formula narrativa; i personaggi sono confinati per sfuggire ad una pestilenza e, nell'arco di cinque giorni, narrano un paio di novelle a notte dal carattere molto crudo e scabroso. Venne molto apprezzata da celebri scrittori a lei contemporanei, come Juan Pérez de Montalbán e Lope de Vega.
Nel corso dei secoli successivi continuarono le ristampe e gli adattamenti delle sue novelle. Vennero realizzate traduzioni in numerose lingue, tra cui francese, inglese, tedesco, olandese e l'italiano. Tra gli autori spagnoli, il suo successo internazionale venne superato, nel XVII secolo, solo da Miguel de Cervantes, Mateo Alemán e Francisco de Quevedo. Fuori dalla Spagna ebbe grande influenza soprattutto sulla letteratura francese. Paul Scarron adattò molti dei suoi romanzi e questi adattamenti ispirarono, tra gli altri, anche Molière.
Importante caratteristica della produzione di María de Zayas è il tratto marcatamente protofemminista che, sebbene per alcuni studiosi possa essere stato generato da alcune delusioni provate nel corso della vita, rappresentano una reale rivalsa per l’oppressione subita dalle donne e del trattamento che ricevevano dagli uomini specie in alcuni campi.
Scrisse, inoltre, poesie e anche delle commedie in versi e, di quest'ultime, è arrivata a noi solo La traición en la amistad.

## Opere
Di seguito è elencata una lista parziale:
- La traición en la amistad (1632)
- Novelas amorosas y ejemplares (1637)
- Desengaños amorosos (1647)